# Institut de recherche sur l'économie finlandaise
L' Institut de recherche sur l'économie finlandaise (finnois : Elinkeinoelämän tutkimuslaitos, sigle ETLA ou Etla, suédois : Näringslivets forskningsinstitut) est un groupe de réflexion pour les études économiques, politiques et sociales basé à Helsinki en Finlande.

## Histoire
En juin 1946, la Fédération finlandaise des industries, la Confédération des industries finlandaises de transformation du bois (fi) et la Confédération des employeurs finlandais cofondent le Centre de recherche économique, qui commence ses activités le 1er août 1946.
Les changements politiques et économiques de l'après-guerre et le manque de données économiques de base ont créé un nouveau besoin de recherche économique
Les années 1970 sont marquées par un changement majeur dans le fonctionnement du centre de recherche économique. Sa base financière s'élargit quand, en 1971, des institutions financières commencent à le soutenir. En même temps, le nom de l'institution devient l'institut de recherche sur l'économie finlandaise.
Le deuxième grand changement a eu lieu au début des années 2000. Les organisations professionnelles et leurs activités financées sont rationalisées. Dans ce contexte, Etla et le forum finlandais sur les entreprises et les politiques économiques Eva nomment un conseil d'administration, un directeur général et une direction financière conjoints. Eva a également déménagé dans des locaux partagés avec Etla.
Les soutiens d'Etla sont alors la Confédération des industries finlandaises (EK), la Confédération de l'industrie et des employeurs (TT) et l'Association générale des employeurs de service PTYTL, qui ont fusionné par la suite.
La structure du conseil d'administration de d'Etla change de sorte que, au lieu de représentants de nombreuses organisations différentes, le conseil d'administration choisit de se concentrer sur les influenceurs économiques principales et des personnes ayant de solides antécédents en recherche.

## Localisation
Etla a exercé ses activités dans plusieurs bureaux au centre d'Helsinki. De 1977 à 2016, l'institut fonctionne à Lönnrotinkatu 4. En février 2016, Etla déménage dans l'immeuble conçu par Toivo Paatela et construit à Arkadiankatu 23 pour la banque OP Pohjola.

## Publications
Depuis sa fondation il a publié plus de 250 livres et 600 publications de recherche.
Il publie chaque trimestre The Finnish Economy and Society qui donne des tendances et prévisions de l'économie finlandaise.

## Direction
Les directeurs généraux d'Etla:
- 1946–1950 Esa Kaitila
- 1951–1959 Lars Wahlbeck
- 1960 Jouko Paakkanen
- 1961–1963 Kaarlo Larna
- 1963–1965 Jukka Wallenius
- 1965–1969 Aarni Nyberg
- 1970–1971 Nils Meinander
- 1971–1973 Ahti Molander
- 1973–1975 Kaarlo Larna
- 1976–1983 Tauno Ranta
- 1983–2005 Pentti Vartia
- 2005–2012 Sixten Korkman
- 2012–2019 Vesa Vihriälä
- 2019– Aki Kangasharju